# غزازه (روستا)
غزازه (در عربی:  غَزازة )
نام روستایی در عزلهٔ (مخلاف العود)، در دهستان الغُربان از توابع استان
عَدَن در کشور یمن در شبه جزیره عربستان است.

## جمعیت
جمعیت آن (۷۰ ) نفر (۷ خانوار) می‌باشد.